# Elsa Bernstein
Elsa Bernstein (Viena, 28 de outubro de 1866 — Hamburgo, 2 de julho de 1949) foi uma escritora e dramaturga austro-húngara de origem judaica.